# Llista de topònims de l'Estany
Llista de topònims (noms propis de lloc) del municipi de l'Estany, al Moianès
Informació actualitzada per un bot. Els canvis manuals es perdran quan s'actualitzi!

## camí
| imatge | Nom                                  | Ubicat a            | instància de | Detalls      | coordenades                                                                                               | Protecció | Commons (més fotos) | Dades a WD                    |
| ------ | ------------------------------------ | ------------------- | ------------ | ------------ | --- | --------- | ------------------- | ----------------------------- |
|        | camí de Postius                      | l'Estany Muntanyola | camí         |              | 41° 52′ 42″ N, 2° 07′ 14″ E / 41.878259°N,2.120551°E 41° 53′ 01″ N, 2° 07′ 57″ E / 41.883479°N,2.132399°E |           |                     | Modifica les dades a Wikidata |
|        | camí de Puigmartre                   | l'Estany            | camí         | Llarg: 1km   | 41° 52′ 19″ N, 2° 06′ 30″ E / 41.871922°N,2.108201°E 41° 52′ 17″ N, 2° 06′ 05″ E / 41.871298°N,2.101456°E |           | Camí de Puigmartre  | Modifica les dades a Wikidata |
|        | camí de Santa Maria d'Oló a l'Estany | l'Estany            | camí         | Llarg: 4.5km | 41° 45′ 51″ N, 2° 08′ 43″ E / 41.7643°N,2.14516°E                                                         |           |                     | Modifica les dades a Wikidata |

## carrer
| imatge | Nom                | Ubicat a | instància de | Detalls                                  | coordenades                                                                                      | Protecció                                  | Commons (més fotos)           | Dades a WD                    |
| ------ | ------------------ | -------- | ------------ | ---------------------------------------- | ------------------------------------------------------------------------------------------------ | ------------------------------------------ | ----------------------------- | ----------------------------- |
|        | Raval del Prat     | l'Estany | carrer       | Estil: arquitectura popular 17th century | 41° 51′ 29″ N, 2° 06′ 43″ E / 41.85811°N,2.11186°E 881 msnm                                      | bé integrant del patrimoni cultural català | Raval del Prat                | Modifica les dades a Wikidata |
|        | carrer dels Monjos | l'Estany | carrer       | Estil: arquitectura popular              | 41° 52′ 10″ N, 2° 06′ 43″ E / 41.869480555556°N,2.1118166666667°E ca:Carrer dels Monjos 876 msnm | bé integrant del patrimoni cultural català | Carrer dels Monjos (l'Estany) | Modifica les dades a Wikidata |

## casa
| imatge | Nom         | Ubicat a | instància de | Detalls                                              | coordenades                                                                   | Protecció                                  | Commons (més fotos)   | Dades a WD                    |
| ------ | ----------- | -------- | ------------ | ---------------------------------------------------- | ----------------------------------------------------------------------------- | ------------------------------------------ | --------------------- | ----------------------------- |
|        | Cal Paraire | l'Estany | casa         | Estil: arquitectura popular                          | 41° 52′ 05″ N, 2° 06′ 36″ E / 41.867944°N,2.109953°E                          | bé integrant del patrimoni cultural català |                       | Modifica les dades a Wikidata |
|        | Cal Valeri  | l'Estany | casa         | Estil: gòtic tardà arquitectura popular 13rd century | 41° 52′ 09″ N, 2° 06′ 42″ E / 41.869293°N,2.111803°E ca:Pl. Major, 4 872 msnm | bé integrant del patrimoni cultural català | Cal Valeri (l'Estany) | Modifica les dades a Wikidata |
|        | Cal Xiconet | l'Estany | casa         |                                                      |                                                                               | bé integrant del patrimoni cultural català |                       | Modifica les dades a Wikidata |

## collada
| imatge | Nom                             | Ubicat a | instància de | Detalls | coordenades                                                          | Protecció | Commons (més fotos)            | Dades a WD                    |
| ------ | ------------------------------- | -------- | ------------ | ------- | -------------------------------------------------------------------- | --------- | ------------------------------ | ----------------------------- |
|        | Coll Sobirà (l'Estany)          | l'Estany | collada      |         | 41° 52′ 05″ N, 2° 07′ 16″ E / 41.868°N,2.12124°E 918.4 msnm          |           |                                | Modifica les dades a Wikidata |
|        | Collet de Cal Parrella          | l'Estany | collada      |         | 41° 51′ 56″ N, 2° 06′ 39″ E / 41.86541667°N,2.11085833°E 884.9 msnm  |           |                                | Modifica les dades a Wikidata |
|        | Collet de Cantallops (l'Estany) | l'Estany | collada      |         | 41° 51′ 18″ N, 2° 07′ 23″ E / 41.85509167°N,2.12311111°E 1022.7 msnm |           |                                | Modifica les dades a Wikidata |
|        | Collet de Malloles              | l'Estany | collada      |         | 41° 52′ 46″ N, 2° 07′ 18″ E / 41.87937222°N,2.12175278°E 861.2 msnm  |           |                                | Modifica les dades a Wikidata |
|        | Collet de Sant Pere             | l'Estany | collada      |         | 41° 52′ 19″ N, 2° 06′ 29″ E / 41.871927°N,2.108185°E 927 msnm        |           | Collet de Sant Pere (l'Estany) | Modifica les dades a Wikidata |
|        | Collet de l'Albergínia          | l'Estany | collada      |         | 41° 53′ 00″ N, 2° 07′ 10″ E / 41.8832°N,2.11942°E 843.6 msnm         |           |                                | Modifica les dades a Wikidata |
|        | Collet de les Abelletes         | l'Estany | collada      |         | 41° 52′ 56″ N, 2° 07′ 32″ E / 41.88235556°N,2.12541667°E 869 msnm    |           |                                | Modifica les dades a Wikidata |
|        | Collet de les Llebres           | l'Estany | collada      |         | 41° 52′ 51″ N, 2° 06′ 30″ E / 41.88088333°N,2.10838611°E 935.6 msnm  |           |                                | Modifica les dades a Wikidata |

## curs d'aigua
| imatge | Nom                 | Ubicat a                              | instància de | Detalls                                     | coordenades                                                                                               | Protecció | Commons (més fotos) | Dades a WD                    |
| ------ | ------------------- | ------------------------------------- | ------------ | ------------------------------------------- | --- | --------- | ------------------- | ----------------------------- |
|        | rec de les Nogueres | l'Estany                              | curs d'aigua | Desemboca: riera de l'Estany Llarg: 2km     | 41° 51′ 35″ N, 2° 07′ 08″ E / 41.8597°N,2.11888°E                                                         |           |                     | Modifica les dades a Wikidata |
|        | riera de Postius    | l'Estany Muntanyola Santa Maria d'Oló | curs d'aigua | Desemboca: canal de la Vila Llarg: 6km      | 41° 53′ 34″ N, 2° 07′ 35″ E / 41.8928°N,2.12642°E                                                         |           |                     | Modifica les dades a Wikidata |
|        | riera de l'Estany   | l'Estany                              | curs d'aigua | Desemboca: riera del Molí Llarg: 5km        | 41° 53′ 29″ N, 2° 06′ 15″ E / 41.8914°N,2.10429°E                                                         |           |                     | Modifica les dades a Wikidata |
|        | riu Sec             | l'Estany Moià Santa Maria d'Oló       | curs d'aigua | Desemboca: riera de Malrubí Llarg: 10km     | 41° 51′ 36″ N, 2° 06′ 30″ E / 41.859987°N,2.108411°E 41° 50′ 35″ N, 2° 03′ 29″ E / 41.84294°N,2.058077°E  |           | Riu Sec (l'Estany)  | Modifica les dades a Wikidata |
|        | torrent de Giraculs | l'Estany                              | curs d'aigua | Desemboca: riu Sec Llarg: 1.5km             | 41° 52′ 05″ N, 2° 06′ 29″ E / 41.868139°N,2.108012°E 41° 51′ 48″ N, 2° 06′ 06″ E / 41.863209°N,2.101725°E |           | Torrent de Giraculs | Modifica les dades a Wikidata |
|        | torrent de Montfred | l'Estany                              | curs d'aigua | Desemboca: torrent del Gomis Llarg: 2km     | 41° 52′ 34″ N, 2° 05′ 57″ E / 41.8761°N,2.09913°E                                                         |           |                     | Modifica les dades a Wikidata |
|        | torrent del Boledar | l'Estany                              | curs d'aigua | Desemboca: torrent de Montfred Llarg: 1.5km | 41° 52′ 40″ N, 2° 06′ 04″ E / 41.8778°N,2.10108°E                                                         |           |                     | Modifica les dades a Wikidata |
|        | torrent del Gomis   | l'Estany Santa Maria d'Oló            | curs d'aigua | Desemboca: riu Sec Llarg: 5km               | 41° 52′ 18″ N, 2° 06′ 24″ E / 41.871656°N,2.106788°E 41° 51′ 52″ N, 2° 04′ 55″ E / 41.864443°N,2.081875°E |           | Torrent del Gomis   | Modifica les dades a Wikidata |

## edifici
| imatge | Nom                                | Ubicat a | instància de | Detalls                                              | coordenades                                                              | Protecció                                  | Commons (més fotos)                           | Dades a WD                    |
| ------ | ---------------------------------- | -------- | ------------ | ---------------------------------------------------- | ------------------------------------------------------------------------ | ------------------------------------------ | --------------------------------------------- | ----------------------------- |
|        | Antigues dependències del monestir | l'Estany | edifici      | Estil: gòtic tardà arquitectura popular 14th century | 41° 52′ 08″ N, 2° 06′ 45″ E / 41.869006°N,2.112413°E ca:Pl. del Monestir | bé integrant del patrimoni cultural català | Antigues dependències del monestir (l'Estany) | Modifica les dades a Wikidata |
|        | Porxo del Restaurant del Grau      | l'Estany | edifici      | Estil: arquitectura popular                          | 41° 52′ 11″ N, 2° 06′ 49″ E / 41.869619°N,2.113622°E                     | bé integrant del patrimoni cultural català |                                               | Modifica les dades a Wikidata |
|        | Tancat del Cementiri de l'Estany   | l'Estany | edifici      | Estil: arquitectura popular                          | 41° 52′ 19″ N, 2° 06′ 43″ E / 41.871959°N,2.112041°E                     | bé integrant del patrimoni cultural català |                                               | Modifica les dades a Wikidata |

## entitat singular de població
| imatge | Nom               | Ubicat a | instància de                                   | Detalls | coordenades                                                         | Protecció | Commons (més fotos) | Dades a WD                    |
| ------ | ----------------- | -------- | ---------------------------------------------- | ------- | ------------------------------------------------------------------- | --------- | ------------------- | ----------------------------- |
|        | el Raval del Prat | l'Estany | entitat singular de població                   | 16 hab  | 41° 51′ 26″ N, 2° 06′ 45″ E / 41.85731667°N,2.11250833°E 885.9 msnm |           |                     | Modifica les dades a Wikidata |
|        | l'Estany          | l'Estany | entitat singular de població capital municipal | 385 hab | 41° 52′ 09″ N, 2° 06′ 45″ E / 41.86923785°N,2.11255619°E 872 msnm   |           |                     | Modifica les dades a Wikidata |

## església
| imatge | Nom                                            | Ubicat a | instància de      | Detalls                                                                    | coordenades                                                                                | Protecció                                            | Commons (més fotos)                 | Dades a WD                    |
| ------ | ---------------------------------------------- | -------- | ----------------- | -------------------------------------------------------------------------- | ------------------------------------------------------------------------------------------ | ---------------------------------------------------- | ----------------------------------- | ----------------------------- |
|        | Sant Pere del Coll de la Crossa                | l'Estany | església          | 1485                                                                       | 41° 52′ 19″ N, 2° 06′ 30″ E / 41.87203889°N,2.10821667°E ca:Collet de Sant Pere 926.8 msnm |                                                      | Sant Pere del Coll de la Crossa     | Modifica les dades a Wikidata |
|        | Santa Maria de l'Estany                        | l'Estany | església monument | Estil: arquitectura romànica arquitectura gòtica Anomenat per: Verge Maria | 41° 52′ 10″ N, 2° 06′ 45″ E / 41.86937°N,2.112568°E 872.1 msnm                             | bé d'interès cultural bé cultural d'interès nacional | Monestir de Santa Maria de l'Estany | Modifica les dades a Wikidata |
|        | el Sant Crist del Fossar                       | l'Estany | església          | 19th century                                                               | 41° 52′ 19″ N, 2° 06′ 42″ E / 41.872°N,2.1118°E ca:Cementiri de l'Estany 898 msnm          |                                                      | El Sant Crist del Fossar (l'Estany) | Modifica les dades a Wikidata |
|        | la Mare de Déu de Betlem de Mas Colom          | l'Estany | església          |                                                                            | 41° 52′ 13″ N, 2° 07′ 00″ E / 41.87014167°N,2.1167275°E 888 msnm                           |                                                      |                                     | Modifica les dades a Wikidata |
|        | la Mare de Déu de Montserrat del Molí del Grau | l'Estany | església          |                                                                            | 41° 52′ 19″ N, 2° 06′ 58″ E / 41.87186111°N,2.11608056°E 867 msnm                          |                                                      |                                     | Modifica les dades a Wikidata |

## font
| imatge | Nom                    | Ubicat a | instància de | Detalls                                  | coordenades                                                                                | Protecció                   | Commons (més fotos)       | Dades a WD                    |
| ------ | ---------------------- | -------- | ------------ | ---------------------------------------- | ------------------------------------------------------------------------------------------ | --------------------------- | ------------------------- | ----------------------------- |
|        | Font Grossa            | l'Estany | font         | Estil: arquitectura popular              |                                                                                            | bé cultural d'interès local |                           | Modifica les dades a Wikidata |
|        | Font Vella             | l'Estany | font         | Estil: arquitectura popular              | 41° 52′ 03″ N, 2° 06′ 47″ E / 41.867604°N,2.113148°E                                       | bé cultural d'interès local |                           | Modifica les dades a Wikidata |
|        | Font de l'Horta Rodona | l'Estany | font         | Estil: arquitectura popular              |                                                                                            | bé cultural d'interès local |                           | Modifica les dades a Wikidata |
|        | font Pedrosa           | l'Estany | font         | Estil: arquitectura popular 16th century | 41° 51′ 31″ N, 2° 07′ 03″ E / 41.858552°N,2.117508°E ca:Serrat d'Horabona 941 msnm         | bé cultural d'interès local |                           | Modifica les dades a Wikidata |
|        | font d'Auró            | l'Estany | font         |                                          | 41° 51′ 55″ N, 2° 07′ 40″ E / 41.86538333°N,2.12765°E 857 msnm                             |                             |                           | Modifica les dades a Wikidata |
|        | font de Sant Antoni    | l'Estany | font         | 20th century                             | 41° 52′ 53″ N, 2° 06′ 53″ E / 41.881345°N,2.114857°E ca:Prop del Molí del Castell 765 msnm | bé cultural d'interès local |                           | Modifica les dades a Wikidata |
|        | font de la Sala        | l'Estany | font         | Estil: arquitectura popular              | 41° 52′ 50″ N, 2° 06′ 52″ E / 41.880636°N,2.114554°E 768 msnm                              | bé cultural d'interès local | Font de la Sala           | Modifica les dades a Wikidata |
|        | font del Mig del Prat  | l'Estany | font         | Estil: arquitectura popular 19th century | 41° 51′ 51″ N, 2° 06′ 46″ E / 41.864179°N,2.112758°E                                       | bé cultural d'interès local | Font del Mig del Prat     | Modifica les dades a Wikidata |
|        | font del Molí          | l'Estany | font         |                                          | 41° 52′ 57″ N, 2° 06′ 49″ E / 41.882596°N,2.113539°E 760 msnm                              |                             |                           | Modifica les dades a Wikidata |
|        | font del Plom          | l'Estany | font         |                                          | 41° 52′ 28″ N, 2° 05′ 26″ E / 41.87444167°N,2.09062222°E 740 msnm                          |                             |                           | Modifica les dades a Wikidata |
|        | font del Pollancre     | l'Estany | font         |                                          | 41° 52′ 25″ N, 2° 05′ 30″ E / 41.87363889°N,2.09174444°E 782 msnm                          |                             |                           | Modifica les dades a Wikidata |
|        | font dels Bous         | l'Estany | font         | Estil: arquitectura popular              | 41° 52′ 50″ N, 2° 06′ 52″ E / 41.880636°N,2.114554°E                                       | bé cultural d'interès local | Font dels Bous (l'Estany) | Modifica les dades a Wikidata |

## indret
| imatge | Nom                           | Ubicat a | instància de | Detalls | coordenades                                                       | Protecció | Commons (més fotos)   | Dades a WD                    |
| ------ | ----------------------------- | -------- | ------------ | ------- | ----------------------------------------------------------------- | --------- | --------------------- | ----------------------------- |
|        | Baga de Montfred              | l'Estany | indret       |         | 41° 52′ 27″ N, 2° 05′ 47″ E / 41.87419722°N,2.09627778°E          |           |                       | Modifica les dades a Wikidata |
|        | Camp Roqueta                  | l'Estany | indret       |         | 41° 52′ 53″ N, 2° 06′ 51″ E / 41.88133056°N,2.11419722°E 795 msnm |           |                       | Modifica les dades a Wikidata |
|        | Camp d'Eulària                | l'Estany | indret       |         | 41° 51′ 53″ N, 2° 06′ 47″ E / 41.86486111°N,2.11303056°E 865 msnm |           |                       | Modifica les dades a Wikidata |
|        | Camp de Sant Pere (l'Estany)  | l'Estany | indret       |         | 41° 52′ 05″ N, 2° 07′ 07″ E / 41.86798194°N,2.11866139°E 875 msnm |           |                       | Modifica les dades a Wikidata |
|        | Camp de la Perera (l'Estany)  | l'Estany | indret       |         | 41° 51′ 35″ N, 2° 06′ 50″ E / 41.85965278°N,2.11394167°E 875 msnm |           |                       | Modifica les dades a Wikidata |
|        | Camp de les Pedres (l'Estany) | l'Estany | indret       |         | 41° 51′ 48″ N, 2° 07′ 01″ E / 41.86325°N,2.11706°E 870 msnm       |           |                       | Modifica les dades a Wikidata |
|        | Coma Fonda (l'Estany)         | l'Estany | indret       |         | 41° 51′ 44″ N, 2° 07′ 38″ E / 41.86232222°N,2.12722778°E          |           |                       | Modifica les dades a Wikidata |
|        | El Camp Gran (l'Estany)       | l'Estany | indret       |         | 41° 51′ 40″ N, 2° 06′ 50″ E / 41.8611°N,2.11398°E 871 msnm        |           |                       | Modifica les dades a Wikidata |
|        | El Prat                       | l'Estany | indret       |         | 41° 51′ 55″ N, 2° 07′ 02″ E / 41.86534722°N,2.11736028°E 870 msnm |           |                       | Modifica les dades a Wikidata |
|        | El Racó Fosc                  | l'Estany | indret       |         | 41° 52′ 48″ N, 2° 07′ 36″ E / 41.88005°N,2.12678333°E             |           |                       | Modifica les dades a Wikidata |
|        | El Tancat dels Frares         | l'Estany | indret       |         | 41° 52′ 46″ N, 2° 07′ 10″ E / 41.87954167°N,2.1193425°E           |           |                       | Modifica les dades a Wikidata |
|        | Els Camps Magres              | l'Estany | indret       |         | 41° 53′ 08″ N, 2° 06′ 40″ E / 41.88545°N,2.11107222°E 800 msnm    |           |                       | Modifica les dades a Wikidata |
|        | Giraculs                      | l'Estany | indret       |         | 41° 52′ 04″ N, 2° 06′ 28″ E / 41.867752°N,2.107889°E              |           | Giraculs              | Modifica les dades a Wikidata |
|        | L'Estalviada (l'Estany)       | l'Estany | indret       |         | 41° 52′ 01″ N, 2° 07′ 40″ E / 41.8669°N,2.12769°E 840 msnm        |           |                       | Modifica les dades a Wikidata |
|        | La Barquera (l'Estany)        | l'Estany | indret       |         | 41° 51′ 40″ N, 2° 06′ 50″ E / 41.8611°N,2.11398°E 871 msnm        |           |                       | Modifica les dades a Wikidata |
|        | La Frau                       | l'Estany | indret       |         | 41° 52′ 11″ N, 2° 05′ 32″ E / 41.86977222°N,2.09218889°E          |           |                       | Modifica les dades a Wikidata |
|        | La Fàbrega                    | l'Estany | indret       |         | 41° 52′ 33″ N, 2° 06′ 39″ E / 41.875843°N,2.110926°E              |           |                       | Modifica les dades a Wikidata |
|        | La Sagrera                    | l'Estany | indret       |         | 41° 52′ 08″ N, 2° 06′ 40″ E / 41.8688°N,2.11107°E 878.2 msnm      |           | La Sagrera (l'Estany) | Modifica les dades a Wikidata |
|        | La Sauleda                    | l'Estany | indret       |         | 41° 52′ 35″ N, 2° 07′ 05″ E / 41.8765°N,2.1181°E 800 msnm         |           |                       | Modifica les dades a Wikidata |
|        | Les Feixes de França          | l'Estany | indret       |         | 41° 52′ 37″ N, 2° 05′ 46″ E / 41.8769°N,2.09602°E                 |           |                       | Modifica les dades a Wikidata |
|        | Les Fonts                     | l'Estany | indret       |         | 41° 52′ 58″ N, 2° 06′ 49″ E / 41.8829°N,2.11357°E 785 msnm        |           |                       | Modifica les dades a Wikidata |
|        | Pla de l'Àliga (l'Estany)     | l'Estany | indret       |         | 41° 52′ 23″ N, 2° 05′ 45″ E / 41.87318611°N,2.09582778°E 890 msnm |           |                       | Modifica les dades a Wikidata |
|        | Pla de la Carrera             | l'Estany | indret       |         | 41° 52′ 18″ N, 2° 07′ 23″ E / 41.8717°N,2.12319°E 845 msnm        |           |                       | Modifica les dades a Wikidata |
|        | Pla de la Crossa              | l'Estany | indret       |         | 41° 52′ 21″ N, 2° 06′ 38″ E / 41.87255°N,2.110553°E 901 msnm      |           | Pla de la Crossa      | Modifica les dades a Wikidata |
|        | Pla del Castell               | l'Estany | indret       |         | 41° 53′ 14″ N, 2° 06′ 10″ E / 41.8871°N,2.10283°E 818.7 msnm      |           |                       | Modifica les dades a Wikidata |
|        | Quintana de Senties           | l'Estany | indret       |         | 41° 52′ 37″ N, 2° 07′ 43″ E / 41.87703611°N,2.12861944°E 900 msnm |           |                       | Modifica les dades a Wikidata |
|        | Racó dels Bucs                | l'Estany | indret       |         | 41° 52′ 05″ N, 2° 07′ 26″ E / 41.8680675°N,2.12395833°E           |           |                       | Modifica les dades a Wikidata |
|        | Restobles del Boledar         | l'Estany | indret       |         | 41° 52′ 50″ N, 2° 06′ 24″ E / 41.8806°N,2.10659°E 900 msnm        |           |                       | Modifica les dades a Wikidata |
|        | Revolt del Camp Gran          | l'Estany | indret       |         | 41° 51′ 41″ N, 2° 06′ 54″ E / 41.86144167°N,2.11499444°E          |           |                       | Modifica les dades a Wikidata |
|        | Saleres del Grau              | l'Estany | indret       |         | 41° 52′ 10″ N, 2° 07′ 02″ E / 41.8695°N,2.11725°E 865 msnm        |           |                       | Modifica les dades a Wikidata |
|        | Solells del Masot             | l'Estany | indret       |         | 41° 51′ 58″ N, 2° 06′ 09″ E / 41.8661°N,2.10261°E                 |           |                       | Modifica les dades a Wikidata |

## masia
| imatge | Nom          | Ubicat a | instància de | Detalls                                                       | coordenades | Protecció                                  | Commons (més fotos)    | Dades a WD                    |
| ------ | ------------ | -------- | ------------ | ------------------------------------------------------------- | --- | ------------------------------------------ | ---------------------- | ----------------------------- |
|        | Betlem       | l'Estany | masia        |                                                               | 41° 52′ 17″ N, 2° 07′ 04″ E / 41.87125833°N,2.11787528°E 890 msnm                                                                          |                                            |                        | Modifica les dades a Wikidata |
|        | Ca l'Alberg  | l'Estany | masia        |                                                               | 41° 51′ 39″ N, 2° 06′ 40″ E / 41.8607°N,2.11098°E 900.9 msnm                                                                               |                                            | Ca l'Alberg            | Modifica les dades a Wikidata |
|        | Ca la Pereta | l'Estany | masia        |                                                               | 41° 51′ 31″ N, 2° 06′ 49″ E / 41.8586°N,2.11356°E 885.9 msnm                                                                               |                                            |                        | Modifica les dades a Wikidata |
|        | Cal Canet    | l'Estany | masia        |                                                               | 41° 51′ 27″ N, 2° 06′ 40″ E / 41.85755278°N,2.11115°E 893.2 msnm                                                                           |                                            |                        | Modifica les dades a Wikidata |
|        | Cal Costa    | l'Estany | masia        |                                                               | 41° 51′ 26″ N, 2° 07′ 01″ E / 41.85732778°N,2.11685861°E 937.8 msnm                                                                        |                                            |                        | Modifica les dades a Wikidata |
|        | Cal Creu     | l'Estany | masia        | 18th century                                                  | 41° 51′ 25″ N, 2° 06′ 45″ E / 41.85683°N,2.112387°E ca:Raval del Prat. Carrer del Raval del Prat, 9 887 msnm                               |                                            |                        | Modifica les dades a Wikidata |
|        | Cal Jan      | l'Estany | masia        |                                                               | 41° 51′ 27″ N, 2° 07′ 02″ E / 41.857405°N,2.117085°E 948.8 msnm                                                                            |                                            | Cal Jan (l'Estany)     | Modifica les dades a Wikidata |
|        | Cal Noguera  | l'Estany | masia        |                                                               | 41° 52′ 15″ N, 2° 06′ 37″ E / 41.87076111°N,2.11032778°E ca:Nucli urbà. Carrer Sant Pere, 19 902 msnm                                      |                                            | Cal Noguera (l'Estany) | Modifica les dades a Wikidata |
|        | Cal Noè      | l'Estany | masia        |                                                               | 41° 52′ 51″ N, 2° 07′ 24″ E / 41.88081667°N,2.12345278°E 867.5 msnm                                                                        |                                            |                        | Modifica les dades a Wikidata |
|        | Cal Parrella | l'Estany | masia        |                                                               | 41° 51′ 55″ N, 2° 06′ 27″ E / 41.8653°N,2.10758°E 856 msnm                                                                                 |                                            | Cal Parrella           | Modifica les dades a Wikidata |
|        | Cal Rotllan  | l'Estany | masia        |                                                               | 41° 51′ 38″ N, 2° 06′ 38″ E / 41.8606°N,2.11069°E 907 msnm                                                                                 |                                            |                        | Modifica les dades a Wikidata |
|        | Cal Xipiró   | l'Estany | masia        |                                                               | 41° 51′ 41″ N, 2° 06′ 43″ E / 41.86141667°N,2.11194722°E 901.6 msnm                                                                        |                                            |                        | Modifica les dades a Wikidata |
|        | Montfred     | l'Estany | masia        | Estat: ruïnós                                                 | 41° 52′ 33″ N, 2° 05′ 50″ E / 41.87585°N,2.09727778°E 816 msnm                                                                             |                                            | Montfred (l'Estany)    | Modifica les dades a Wikidata |
|        | Puigmartre   | l'Estany | masia        | 16th century                                                  | 41° 52′ 17″ N, 2° 06′ 05″ E / 41.8713°N,2.10147111°E ca:Oest del municipi 932.8 msnm                                                       |                                            | Puigmartre             | Modifica les dades a Wikidata |
|        | Senties      | l'Estany | masia        | Estil: arquitectura popular                                   | 41° 52′ 26″ N, 2° 07′ 44″ E / 41.873789°N,2.128902°E ca:Senties s/n 877.9 msnm                                                             | bé integrant del patrimoni cultural català | Senties                | Modifica les dades a Wikidata |
|        | cal Rei      | l'Estany | masia        |                                                               | 41° 51′ 39″ N, 2° 06′ 41″ E / 41.86074444°N,2.11134444°E 901.7 msnm                                                                        |                                            |                        | Modifica les dades a Wikidata |
|        | el Castell   | l'Estany | masia        |                                                               | 41° 53′ 07″ N, 2° 06′ 08″ E / 41.88529333°N,2.10215583°E 820.9 msnm                                                                        | bé integrant del patrimoni cultural català |                        | Modifica les dades a Wikidata |
|        | el Grau      | l'Estany | masia        | Estil: arquitectura barroca arquitectura popular 17th century | 41° 52′ 15″ N, 2° 06′ 49″ E / 41.870761°N,2.113642°E ca:Carrer de Sant Isidre 885 msnm                                                     | bé integrant del patrimoni cultural català | El Grau (l'Estany)     | Modifica les dades a Wikidata |
|        | el Masot     | l'Estany | masia        | Estat: ruïnós                                                 | 41° 51′ 56″ N, 2° 05′ 58″ E / 41.86569167°N,2.099325°E 845 msnm                                                                            |                                            | El Masot (l'Estany)    | Modifica les dades a Wikidata |
|        | la Carrera   | l'Estany | masia        | Estil: arquitectura popular                                   | 41° 52′ 14″ N, 2° 07′ 12″ E / 41.870592°N,2.120061°E 41° 52′ 10″ N, 2° 07′ 16″ E / 41.86956°N,2.12102°E ca:Pla de la Carrera, s/n 854 msnm | bé integrant del patrimoni cultural català | La Carrera (l'Estany)  | Modifica les dades a Wikidata |
|        | la Crossa    | l'Estany | masia        |                                                               | 41° 52′ 24″ N, 2° 06′ 44″ E / 41.87326944°N,2.11230278°E 906.5 msnm                                                                        |                                            | La Crossa (l'Estany)   | Modifica les dades a Wikidata |

## molí d'aigua
| imatge | Nom              | Ubicat a | instància de | Detalls                                  | coordenades                                                                                          | Protecció                                  | Commons (més fotos) | Dades a WD                    |
| ------ | ---------------- | -------- | ------------ | ---------------------------------------- | --- | ------------------------------------------ | ------------------- | ----------------------------- |
|        | Molí del Castell | l'Estany | molí d'aigua | Estil: arquitectura popular 19th century | 41° 52′ 56″ N, 2° 06′ 54″ E / 41.882163°N,2.115126°E ca:Dreta de la riera de l'Estany 773 msnm       | bé cultural d'interès local                |                     | Modifica les dades a Wikidata |
|        | Molí del Grau    | l'Estany | molí d'aigua | Estil: arquitectura popular              | 41° 52′ 19″ N, 2° 06′ 58″ E / 41.87186111°N,2.11608056°E ca:Camí del Molí, des del Pontarró 866 msnm | bé integrant del patrimoni cultural català |                     | Modifica les dades a Wikidata |

## muntanya
| imatge | Nom                          | Ubicat a                   | instància de | Detalls | coordenades                                                             | Protecció | Commons (més fotos)           | Dades a WD                    |
| ------ | ---------------------------- | -------------------------- | ------------ | ------- | ----------------------------------------------------------------------- | --------- | ----------------------------- | ----------------------------- |
|        | Puig de la Caritat           | l'Estany                   | muntanya     |         | 41° 52′ 33″ N, 2° 06′ 32″ E / 41.8757956096°N,2.10883311828°E 1010 msnm |           | Puig de la Caritat (l'Estany) | Modifica les dades a Wikidata |
|        | Serrat de la Creu de Senties | l'Estany                   | muntanya     |         | 41° 52′ 33″ N, 2° 07′ 25″ E / 41.87589722°N,2.12358889°E 926 msnm       |           |                               | Modifica les dades a Wikidata |
|        | Turó del Gomis               | l'Estany Santa Maria d'Oló | muntanya     |         | 41° 52′ 48″ N, 2° 05′ 38″ E / 41.88°N,2.09402°E 871 msnm                |           |                               | Modifica les dades a Wikidata |
|        | la Barra                     | l'Estany                   | muntanya     |         | 41° 51′ 59″ N, 2° 07′ 18″ E / 41.8664°N,2.12168°E 965.3 msnm            |           |                               | Modifica les dades a Wikidata |
|        | la Devesa                    | l'Estany                   | muntanya     |         | 41° 52′ 13″ N, 2° 06′ 30″ E / 41.870279°N,2.108274°E 971 msnm           |           | La Devesa (l'Estany)          | Modifica les dades a Wikidata |

## pont
| imatge | Nom           | Ubicat a | instància de | Detalls                                                                                       | coordenades | Protecció                   | Commons (més fotos) | Dades a WD                    |
| ------ | ------------- | -------- | ------------ | --------------------------------------------------------------------------------------------- | --- | --------------------------- | ------------------- | ----------------------------- |
|        | Pont del Molí | l'Estany | pont         | 20th century Travessa: riera de l'Estany Hi passa: C-59 Estat: bon estat Llarg: 40m Ample: 8m | 41° 53′ 01″ N, 2° 06′ 54″ E / 41.8837152778°N,2.11504166667°E ca:Carretera C-59. km. 48,350. Al nord del terme municipal 767 msnm |                             |                     | Modifica les dades a Wikidata |
|        | el Pontarró   | l'Estany | pont         | Estil: arquitectura popular 16th century Travessa: riera de l'Estany Estat: bon estat         | 41° 52′ 14″ N, 2° 06′ 55″ E / 41.870588888889°N,2.1153722222222°E ca:Cruïlla de la ctra. C-159, prop del Molí del Grau 871 msnm   | bé cultural d'interès local |                     | Modifica les dades a Wikidata |

## serra
| imatge | Nom                             | Ubicat a                   | instància de | Detalls | coordenades | Protecció | Commons (més fotos)  | Dades a WD                    |
| ------ | ------------------------------- | -------------------------- | ------------ | ------- | --- | --------- | -------------------- | ----------------------------- |
|        | Carena del Castell              | l'Estany                   | serra        |         | 41° 53′ 07″ N, 2° 06′ 08″ E / 41.8853°N,2.10216°E |           |                      | Modifica les dades a Wikidata |
|        | La Serreta                      | l'Estany                   | serra        |         | 41° 52′ 04″ N, 2° 07′ 11″ E / 41.8679°N,2.11978°E |           |                      | Modifica les dades a Wikidata |
|        | Serra de l'Estany               | l'Estany Santa Maria d'Oló | serra        |         | 41° 52′ 42″ N, 2° 05′ 27″ E / 41.878369°N,2.090729°E 871 msnm                                                                                             |           | Serra de l'Estany    | Modifica les dades a Wikidata |
|        | Serra del Castell               | l'Estany                   | serra        |         | 41° 53′ 07″ N, 2° 06′ 08″ E / 41.8853°N,2.10216°E |           |                      | Modifica les dades a Wikidata |
|        | Serrat de Puigmartre            | l'Estany                   | serra        |         | 41° 52′ 17″ N, 2° 06′ 05″ E / 41.871288°N,2.10137°E 933 msnm                                                                                              |           | Serrat de Puigmartre | Modifica les dades a Wikidata |
|        | Serrat de l'Horabona            | l'Estany                   | serra        |         | 41° 52′ 05″ N, 2° 07′ 17″ E / 41.86795277777778°N,2.1212722222222222°E 41° 51′ 25″ N, 2° 07′ 15″ E / 41.85690555555556°N,2.1207416666666665°E 1055.9 msnm |           |                      | Modifica les dades a Wikidata |
|        | Serrat de la Creu               | l'Estany                   | serra        |         | 41° 51′ 43″ N, 2° 06′ 43″ E / 41.8619°N,2.11189°E |           |                      | Modifica les dades a Wikidata |
|        | Serrat de la Solana del Castell | Muntanyola l'Estany        | serra        |         | 41° 52′ 53″ N, 2° 07′ 26″ E / 41.881274°N,2.124027°E 900 msnm                                                                                             |           |                      | Modifica les dades a Wikidata |
|        | Serrat del Gaig                 | l'Estany                   | serra        |         | 41° 52′ 05″ N, 2° 06′ 39″ E / 41.868°N,2.11081°E |           |                      | Modifica les dades a Wikidata |
|        | Serrat del Masot                | l'Estany                   | serra        |         | 41° 52′ 13″ N, 2° 06′ 29″ E / 41.8702°N,2.10805°E |           |                      | Modifica les dades a Wikidata |
|        | Serrat del Vilardell            | l'Estany                   | serra        |         | 41° 52′ 35″ N, 2° 07′ 24″ E / 41.8763°N,2.12339°E |           |                      | Modifica les dades a Wikidata |
|        | Serrat dels Lliris              | l'Estany                   | serra        |         | 41° 52′ 51″ N, 2° 06′ 30″ E / 41.8809°N,2.10839°E |           |                      | Modifica les dades a Wikidata |
|        | Serrat dels Rocs                | l'Estany                   | serra        |         | 41° 52′ 19″ N, 2° 05′ 57″ E / 41.8719°N,2.09903°E |           |                      | Modifica les dades a Wikidata |

## Misc
| imatge | Nom                            | Ubicat a | instància de       | Detalls                                 | coordenades | Protecció                                  | Commons (més fotos)       | Dades a WD                    |
| ------ | ------------------------------ | -------- | ------------------ | --------------------------------------- | --- | ------------------------------------------ | ------------------------- | ----------------------------- |
|        | Ajuntament de l'Estany         | l'Estany | casa consistorial  | Estil: arquitectura popular             | 41° 52′ 08″ N, 2° 06′ 46″ E / 41.868977777778°N,2.1126722222222°E ca:Nucli urbà. Carrer del Doctor Vilardell, 1 872 msnm | bé integrant del patrimoni cultural català | Ajuntament de l'Estany    | Modifica les dades a Wikidata |
|        | Bassa de la Frau               | l'Estany | bassa              |                                         | 41° 52′ 15″ N, 2° 05′ 52″ E / 41.870753°N,2.097785°E                                                                     |                                            |                           | Modifica les dades a Wikidata |
|        | Creu votiva                    | l'Estany | creu monumental    | Estil: arquitectura barroca             | 41° 52′ 09″ N, 2° 06′ 44″ E / 41.869225°N,2.112295°E ca:Davant de l'església del Monestir                                | bé integrant del patrimoni cultural català |                           | Modifica les dades a Wikidata |
|        | Estany de l'Estany             | l'Estany | zona humida        | Superfície: 0.5ha                       | 41° 51′ 54″ N, 2° 06′ 56″ E / 41.865°N,2.11566°E 863 msnm                                                                |                                            |                           | Modifica les dades a Wikidata |
|        | La Mina de l'Estany            | l'Estany | aigua de mineria   | Estil: arquitectura popular             | 41° 52′ 17″ N, 2° 06′ 55″ E / 41.871338888889°N,2.1151527777778°E 860 msnm                                               | bé cultural d'interès local                | La Mina de l'Estany       | Modifica les dades a Wikidata |
|        | Pedró del Pontarró             | l'Estany | oratori            | Estil: arquitectura barroca 1668        | 41° 52′ 14″ N, 2° 06′ 55″ E / 41.870608°N,2.115277°E ca:Nucli urbà. Carrer de la Serreta, s/n                            | bé cultural d'interès local                | Pedró del Pontarró        | Modifica les dades a Wikidata |
|        | Polígon industrial de l'Estany | l'Estany | polígon industrial |                                         | 41° 52′ 44″ N, 2° 06′ 55″ E / 41.87881944°N,2.11539167°E                                                                 |                                            |                           | Modifica les dades a Wikidata |
|        | Tossal de la Caritat           | l'Estany | vèrtex geodèsic    | Alt: 1.2m                               | 41° 52′ 33″ N, 2° 06′ 32″ E / 41.875767°N,2.108845°E 1010.278 msnm                                                       |                                            |                           | Modifica les dades a Wikidata |
|        | creu de terme de l'Estany      | l'Estany | creu de terme      | Estil: arquitectura gòtica 15th century | 41° 51′ 23″ N, 2° 06′ 46″ E / 41.856478°N,2.112864°E ca:Ctra. Moià - l'Estany, C-59, km 45, 1 km abans monestir 886 msnm | bé cultural d'interès local                | Creu de terme de l'Estany | Modifica les dades a Wikidata |